# Humberto Maturana
Humberto Maturana (14. září 1928 Santiago de Chile, Chile – 6. května 2021 Santiago de Chile, Chile) byl chilský molekulární biolog, jehož práce zasahuje i do oblasti kognitivní vědy, konstruktivistické epistemologie a filosofie. Jím vytvořený pojem autopoiesis a „autopoietický systém“, což je oddělený systém, který se udržuje jako struktura a jehož chování se touto strukturou také řídí, se používá i ve společenských vědách.
Po maturitě roku 1947 studoval Maturana na Chilské univerzitě medicínu a biologii, roku 1954 přijel jako stipendista do Londýna studovat neurobiologii a roku 1958 obhájil doktorát na Harvardově univerzitě v USA. Na univerzitě v Chile se věnoval neurologii, „biologii poznávání“, roli jazyka a lásky v lidském životě.
“Živé systémy jsou poznávací systémy a život jakožto proces je proces poznávání. To platí pro všechny organismy, ať mají či nemají nervovou soustavu.“
Roku 2000 založil Instituto de formacion matriztica, kde se se svými spolupracovníky zabývá biologií poznání a lásky, a to i s ohledem na psychologickou a praktickou pomoc, tzv. „ontologický trénink“.